# Delarbrea michieana
Delarbrea michieana är en araliaväxtart som först beskrevs av F.Muell., och fick sitt nu gällande namn av F.Muell. Delarbrea michieana ingår i släktet Delarbrea och familjen Araliaceae. Inga underarter finns listade.